# Jani Tanskanen
Pour les articles homonymes, voir Tanskanen.
Jani Tanskanen (né le 28 novembre 1975 â Jyväskylä) est un gymnaste finlandais.

## Palmarès

### Championnats du monde
- Lausanne 1997
  -  médaille d'or à la barre fixe